# Magnesiumbrist
Magnesiumbrist är ett medicinskt tillstånd av brist på magnesium. Tillståndet visar sig ofta, men inte alltid, som hypomagnesemi (för låga halter av magnesium i blodet) och kan ibland vara organspecifik, att bristtillståndet endast förekommer i ett eller något organ.

## Orsaker
Magnesiumbrist brukar som regel uppstå till följd av allmän näringsbrist som kan ses vid ätstörningar, långvariga diarréer, alkoholism, tarmsjukdomar med mera. Det kan också uppstå i kombination med en mer generell ämnesomsättningssjukdom, eller sjukdomar i sköldkörteln (giftstruma eller hypotyreos), eller till följd av föda med mycket fytinsyra. ICD-10 räknar det som en störning i mineralomsättningen, så länge som den inte uppstår till följd av problem med bisköldkörteln, D-vitaminbrist eller dålig kosthållning.
Magnesiumbrist kan korrigeras med läkemedel i tablettform (t ex Emgesan). Dessa läkemedel kan framkalla dåsighet/trötthet hos patienten vilket måste beaktas i samband med bilkörning m m - men i vissa länder utnyttjas denna egenskap; i exempelvis Tyskland säljs tabletter med magnesium i kombination med D-vitamin, lavendelextrakt m m receptfritt som ett slags sömnförbättringsmedel (t ex Altapharma Magnesium 400 Nacht). 
Bland i övrigt friska människor är magnesiumbrist ovanligt eftersom magnesiumhalten regleras av njurarna.

## Symtom
Vid magnesiumbrist märks framför allt mental påverkan, såsom nedsatt uppmärksamhet och irritation, men också problem med muskelkramper och domningar. Det finns en samsjuklighet mellan magnesiumbrist och migrän, och Hortons huvudvärk.
Svårare magnesiumbrist kan påverka hjärtfunktionen, samt yttra sig i snabbare hjärtslag. Muskelkramper kan uppkomma oftare och värre, och man kan få känslor av stickningar i huden. De psykiska besvären kan tillta.
Magnesiumbrist kan också påverka fertiliteten och fosterutvecklingen.
Magnesiumbrist kan också leda till kalciumbrist, eftersom kroppen behöver magnesium för att ta upp kalcium.

## Åtgärder
För att få i sig magnesium kan man äta mat som innehåller magnesium som bland annat samtliga gröna växter samt fisk, mjölk och flera sorters spannmål. Man kan också ta kosttillskott med magnesiumsalter eller vid svårare fall kan magnesium tillföras intravenöst. Även magnesiumhaltigt vatten kan drickas för att man skall få i sig magnesium. Upptaget av magnesium som främst sker i tunntarmen är olika beroende på hur de olika formerna av magnesium är lösliga. Vissa kelater med magnesium som magnesiumcitrat och magnesiumlaktat tas upp flera gånger fortare än exempelvis magnesiumoxid. Vissa andra studier ser dock ingen skillnad på upptaget av magnesium över längre perioder mellan de olika formerna. Samtliga former av magnesium verkar likadant och existerar i kroppen i samma former när de väl tagits upp i tarmen. Olika mineraltillskott använder olika former av magnesium. När magnesiumbristen är åtgärdad brukar eventuella symtom gå tillbaka.
Just magnesiumsulfat som vid höga doser har en laxerande effekt kan också ges för att få i sig magnesium om lägre doser ges.